# Stigmata (groupe)
Pour les articles homonymes, voir Stigmata.

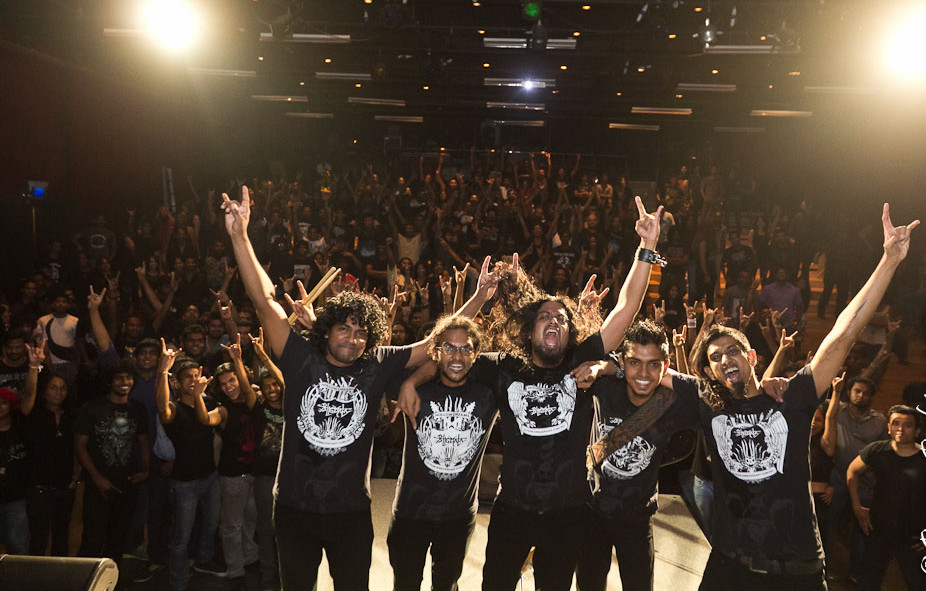
Stigmata en 2013, au concert des 10 ans de son album Hollow Dreams.

Stigmata est un groupe de heavy metal sri lankais formé en 1999.

## Membres du groupe
| Membres actuels - Suresh De Silva - Vocals/Lyrics (1999–...) - Tennyson Napolean - Rhythm Guitar (1999–...) - Andrew Obeysekara - Lead Guitar (1999–...) - Paniy Appa Perera - Bass Guitar (2008–...) - Jonna Payasinghe- Drums (2011–...) | Anciens membres - Yohan Gunawardena - Drums (1998–1999) - Shehan Gray - Bass Guitar(2000–2004) - Anik Jayasekara - Drums (1999–2001) - Dilukshan Jayawardena - Drums (2001–2003), (2004) - Nishantha Fernando - Drums (2003–2004) - Osanda Wangeesa - Drums (2004–2005) - Vije Dhas - Bass Guitar(2004–2008) - Ranil "Jackson" Senarath - Drums(2005–2009) |

## Discographie

### Studio releases
- 2003 : Hollow Dreams
- 2006 : Silent Chaos Serpentine
- 2010 : Psalms of Conscious Martyrdom'

### EPs
- 2002 : Morbid Indiscretion

### Various Artists Compilations
- 2003 : Rock Company Compilation I
- 2005 : Rock Company Compilation II
- 2008 : Sri Lankan Heavy Metal Compilation Volume 1

### Singles
- "Fear" - (1999)
- "Redemption" - (1999)
- "Voices" - (2000)
- "Thicker than Blood" - (2002)
- "The Dying Winter Sleeps" - (2002)
- "Extinction" - (2003)
- "Lucid" (Acoustic) - (2005)
- "Solitare" - (2006)
- "My Malice" - (2007)
- "A Dead Rose Wails for Light" - (2008/9)
- "Purer (Libera Nos a Malo)" - (2010)

### Music Videos
- "Falling Away"